# Klio (muza)
Klio („Głosząca sławę”, „Sławiąca”; gr. Κλειώ Kleiṓ, od gr. kléos ‘sława’, kleíein ‘wsławiać’, łac. Clio) – w mitologii greckiej muza historii.
Uchodziła za córkę boga Zeusa i tytanidy Mnemosyne oraz za siostrę: Erato, Euterpe, Kalliope, Melpomene, Polihymnii, Talii, Terpsychory i Uranii. Według niektórych źródeł miała synów Hiacynta (z Pierosem) i Hymena.
Była jedną spośród dziewięciu muz olimpijskich (przebywały na Olimpie), które należały do orszaku Apollina (Apollon Musagetes), ich przewodnika. Wraz ze swoimi siostrami uświetniała śpiewem biesiady bosko-ludzkie (m.in. zaślubiny Tetydy i Peleusa oraz Harmonii i Kadmosa), a także uczty olimpijskie samych bogów.
W sztuce przedstawiana jest zwykle jako kobieta ze zwojem papirusu (lub pergaminu) – atrybutem symbolizującym dziedzinę nauki, której patronowała.
Imieniem muzy nazwano jedną z planetoid – (84) Klio oraz nagrodę udzielaną każdego roku polskim autorom popularyzującym historię.